# Postplatyptilia saeva
Postplatyptilia saeva là một loài bướm đêm thuộc họ Pterophoridae. Nó được tìm thấy ở Ecuador, Peru và Venezuela.
Sải cánh dài 16–18 mm. Con trưởng thành bay vào tháng 1, tháng 2, tháng 4, tháng 7 và tháng 10.